# 가을에 만난 소녀
《가을에 만난 소녀》는 대한민국의 여성 싱어송라이터 장덕에 의해 작사 · 작곡된 곡이다. 1983년 장덕의 솔로 첫번째 정규 음반 《날 찾지 말아요》의 A면 5번 트랙으로 발표되었다.

## 배경
이 곡에서의 화자는 장덕이 아닌 어느 제 3자로 어느 소녀에게 전하는 내용을 담고 있다. 일설에 의하면 어느 제 3자는 1981년 미국 유학 중이던 장덕과 결혼하였지만 1983년 결국은 결별한 이승언이라고 한다. 즉 이 곡은 장덕이 결별 후 국내로 돌아와 이승언과의 추억을 생각하며 이승언의 마음을 헤아려 이승언의 입장에서 만든 곡인 것이다. 가사처럼 실제로 장덕과 이승언은 1980년 가을 즈음 만났다.